# Yvias
Yvias (bretonisch: Eviaz) ist eine französische Gemeinde mit 770 Einwohnern (Stand: 1. Januar 2022) im Côtes-d’Armor in der Region Bretagne. Die Bewohner werden Yviasais und Yviasaises genannt.

## Geographie
Umgeben wird Yvias von der Gemeinde Kerfot im Norden, von Plouézec im Osten, von Lanleff im Süden und von Plourivo im Westen.

## Bevölkerungsentwicklung
| 1962 | 1968 | 1975 | 1982 | 1990 | 1999 | 2008 | 2012 | 2020 |
| 677  | 706  | 616  | 623  | 673  | 661  | 714  | 749  | 779  |

## Sehenswürdigkeiten
Siehe: Liste der Monuments historiques in Yvias
- Vier Getreidemühlen am Flüsschen Leff aus dem 18. und 19. Jahrhundert in Moulin Gludic, Moulin Froterès, Rivoallan und an der Straße nach Lenleff
- Urgeschichtlicher Dolmen in Tossen-ar-Run, seit 1959 als Monument historique klassifiziert

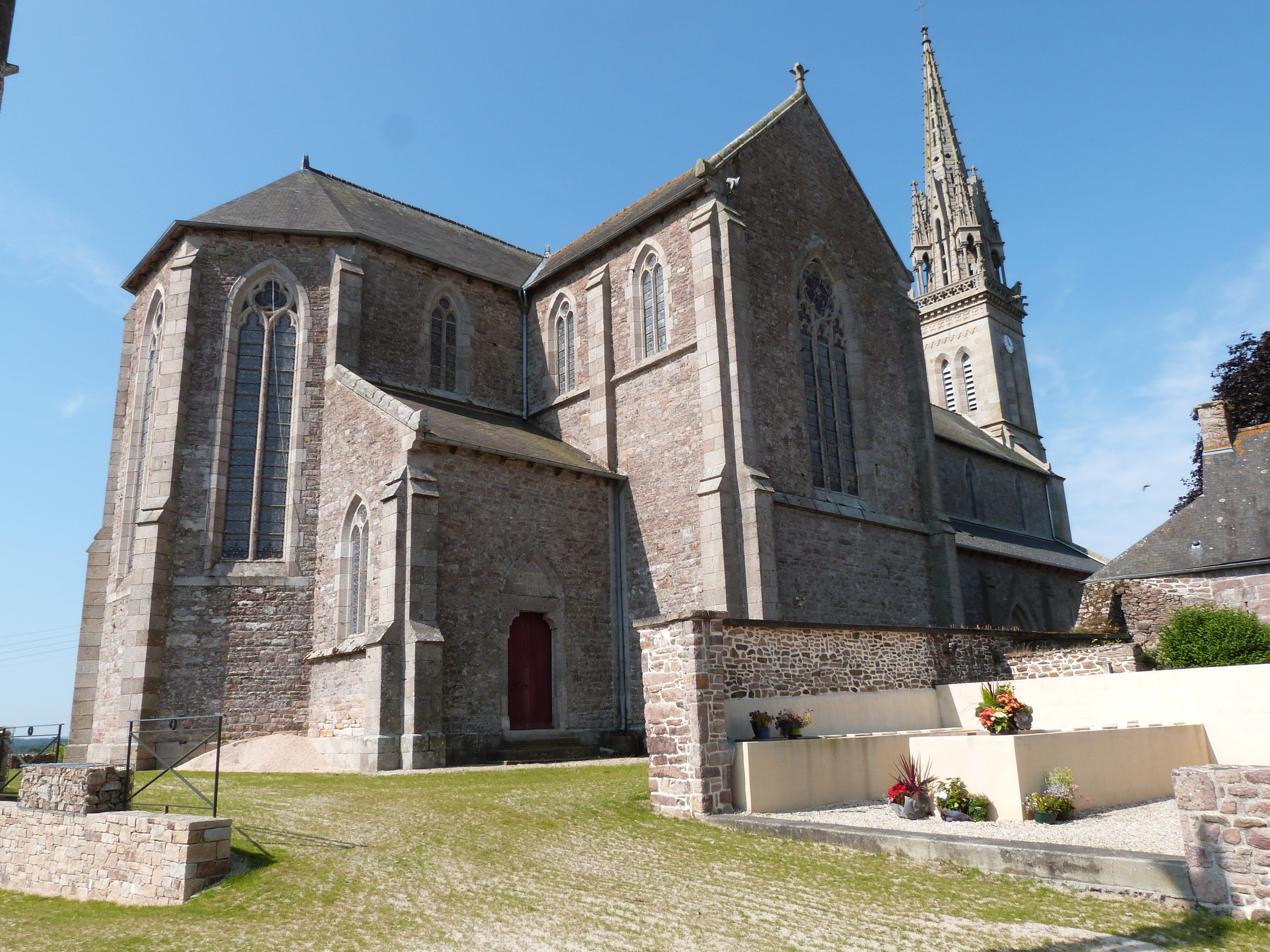
Kirche Saint-Judoce